# Holleya sinecauda
Holleya sinecauda är en svampart som först beskrevs av Holley, och fick sitt nu gällande namn av Y. Yamada 1986. Holleya sinecauda ingår i släktet Holleya och familjen Eremotheciaceae.   Inga underarter finns listade i Catalogue of Life.